# Dryopteris × apuana
Dryopteris × apuana là một loài dương xỉ trong họ Dryopteridaceae. Loài này được Gibby, S.Jess. & Marchetti mô tả khoa học đầu tiên năm 1996.
Danh pháp khoa học của loài này chưa được làm sáng tỏ. 